# Mike Livingston
Pour les articles homonymes, voir Livingston.
(en) Statistiques sur pro-football-reference
Michael Paul Livingston, né le 14 novembre 1945 à Dallas, est un joueur américain de football américain.

## Biographie

### Enfance
Livingston étudie à la South Oak Cliff High School de Dallas, dans le Texas, et sort diplômé de l'école en 1964,. Sous les ordres de Norman Jett dans l'équipe de football américain, il fait partie d'une génération dorée envoyant six joueurs dans le milieu professionnel. 

### Carrière

#### Université
Étudiant de l'université méthodiste du Sud, il apparaît dans l'équipe de football américain de la faculté de 1965 à 1967. Pendant son parcours universitaire, il bat de nombreux records de l'établissement détenus par Don Meredith et est considéré comme le meilleur joueur formé dans le Texas selon Fred Taylor, entraîneur à la Texas Christian University.

#### Professionnel
Mike Livingston est sélectionné au deuxième tour de la draft 1968 de la NFL par les Chiefs de Kansas City au quarante-huitième choix. Remplaçant à ses débuts, il bat le record de la plus longue distance parcourue sur une passe avec quatre-vingt-treize yards en 1969 face aux Dolphins de Miami. Titulaire lors de six rencontres remportées par Kansas City en 1969 après une blessure de Len Dawson, Livingston remporte le Super Bowl IV. Le quarterback repasse remplaçant et joue quelques matchs avant de revenir comme titulaire en 1973 et titulaire à plein temps en 1976. 
Pour cette saison 1976, il réalise sa meilleure performance avec douze passes pour touchdown et 2 682 yards parcourus, s'affirmant comme l'un des cinq meilleurs quarterbacks de la NFL. Pendant trois saisons, il est le numéro un avant de repasser sur le banc et de quitter les Chiefs pour les Vikings du Minnesota sans pour autant jouer un match en 1980. 
En 1982, Livingston arrive dans la nouvelle United States Football League et signe d'abord avec les Breakers de Portland pour préparer la saison inaugurale en 1983. Non retenu pour cet exercice, il signe avec les Invaders d'Oakland où il ne joue qu'un match avant d'être remercié en 1984,.